# Kovács István (tornatanár)
Kovács István (Szeged, 1845. szeptember 5. – Szeged, 1913. március 4.) községi igazgató-néptanító és tornatanár.

## Élete
Kováts István közrendű napszámos és Bodor Rozália fia. Reáliskolai tanfolyamot és tanítóképzőt végzett szülővárosában; azután tanítói oklevelet nyert és Szegeden néptanító lett. A szegedi tornaegylet mestere, köztörvényhatósági bizottsági tag volt. Budapesten a tornatanítói tanfolyamon részt vett a nemzeti torna- és tűzoltóegyletben, a tornatanítót képesítő vizsgálóbizottság előtt tornatanítói oklevelet nyert. A szegedi Szent György téri elemi iskola (ma Dózsa György Általános Iskola) igazgató-tanítója volt, de oktatott a városi főgimnáziumban is 1876-tól 1886-ig, a főreáliskolában pedig 1886. augusztus 12-től 1893-ig ideiglenes tornatanár volt; ez évben betegség miatt szabadságra küldték és az év végén mint önálló tornatanárt alkalmazták ezen intézetnél. 1913. március 4-én hunyt el szívbénulás következtében, 1913. március 7-én helyezték örök nyugalomra. Felesége Lantos Matild volt.
Cikkeket írt a tornászatról, melyek egyike a Csongrád megyei tanítóegyesületnél pályadíjat nyert. 